# فيلودوس بصيلي
الفيلودوس البصيلي (الاسم العلمي:Phyllodoce  bulbosa) هو نوع من الحلقيات يتبع جنس الفيلودوس من فصيلة الفيلودوسات.